# Jorge Balliengo
Jorge Balliengo, född 5 januari 1978, är en argentinsk friidrottare. Han deltog vid olympiska sommarspelen 2008.